# Class 77
De Class 77 ook bekend als EM2 (Electric Mixed-traffic 2) is een Britse elektrische Co-Co-locomotief gebouwd voor de Woodhead Line tussen Manchester en Sheffield. De zeven exemplaren werden in 1953 en 1954 gebouwd door  Metropolitan-Vickers.

## Operationeel
De Class 77 was de eerste elektrische Co-Co-locomotief op het Britse spoor, ze werden gebouwd voor het 1,5kV-gelijkstroomsysteem, dat ook in Nederland is toegepast. Het ontwerp is afgeleid van de Bo-Bo EM1 uit 1941. aanvankelijk zou de serie bestaan uit 27 locomotieven, maar begin jaren 50 werden de voordelen van het 25kV-systeem duidelijk, zodat de Woodhead-lijn een geïsoleerde lijn met 1,5 kV zou blijven en de serie werd teruggebracht tot 7 exemplaren.

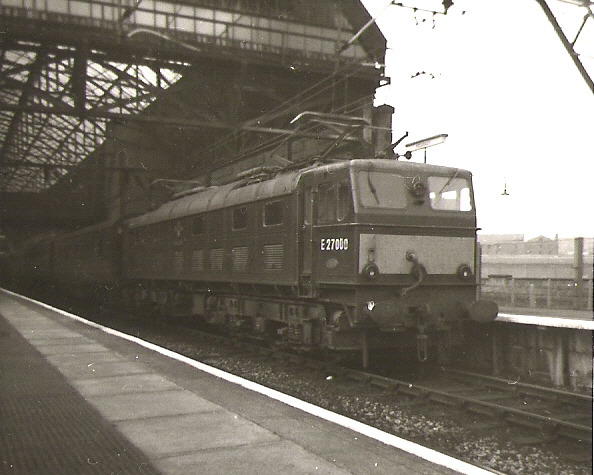
Een personentrein getrokken door een Class 77 klaar voor vertrek in Manchester Piccadilly in 1967

De locomotieven werden aanvankelijk genummerd als 27000-27006 en geschilderd in de toenmalige zwarte kleurstelling van British Rail. De bouw vond plaats in de Gorton-locomotievenfabriek met een elektrische uitrusting van Metropolitan-Vickers. Alle zeven werden ze genoemd naar figuren uit de Griekse mythologie in 1959-1960. Ze werden voornamelijk gebruikt voor expresstreinen tussen Manchester Piccadilly en Sheffield Victoria. In 1957 werd de serie voorzien van de toevoeging "E" voor het nummer. Begin jaren 60 werden ze overgeschilderd in de standaard groene BR-kleurstelling. Minstens één EM2, de E27002, kreeg de "received the electric blue"kleurstelling van de 25kV-locomotieven.
In september 1968 werd de hele serie buiten dienst gesteld en opgeslagen in Bury in de hoop ze aan het buitenland te kunnen verkopen. De reizigersdienst werd voortgezet door de Class 76  tot 5 januari 1970. De Woodhead Line werd in 1981 als doorgaande route gesloten, waarbij slechts het deeltraject tussen Manchester Piccadilly en Hadfield/Glossop overbleef.
Metropolitan-Vickers bouwde midden jaren 50 veertig locomotieven voor New South Wales waar ze als Class 46 in dienst kwamen. Deze locomotieven zijn afgeleid van de EM1 en EM2.

## Nederlandse Spoorwegen

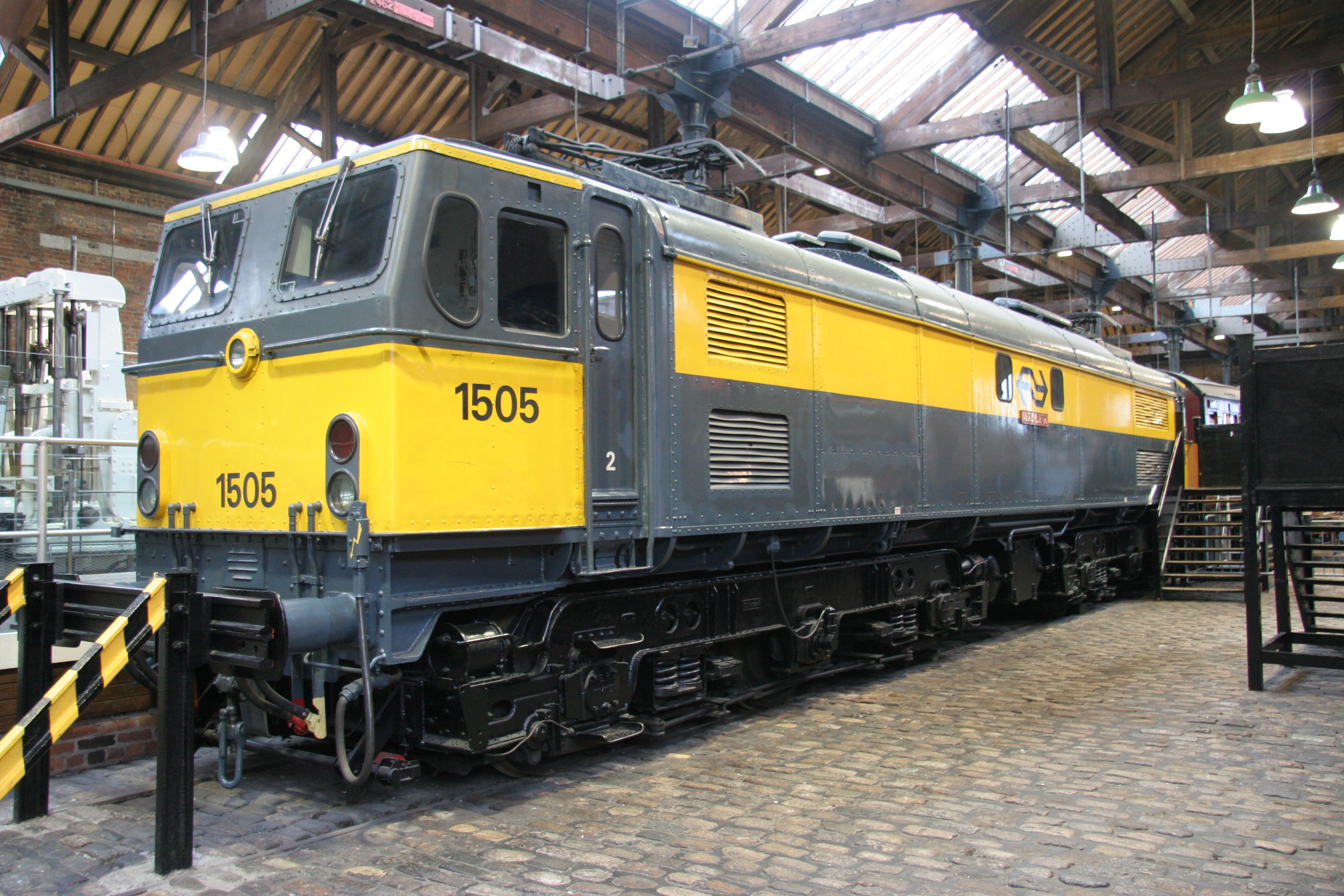
NS 1505 in het Manchester Museum of Science and Industry

In september 1969 werd de hele serie aan de Nederlandse Spoorwegen verkocht die ze inzette als 1500. Ze werden genummerd in de volgorde waarin ze de werkplaats verlieten, waar ze verschillende aanpassingen, waaronder nieuwe frontseinen kregen. De namen bleven wel behouden. De E27005 Minerva werd gebruikt als 'plukloc' voor onderdelen, de andere zes deden dienst tot 1986. Ze werden vooral ingezet voor de buurlandtreinen van Den Haag Centraal naar Keulen tot aan de grens bij Venlo. Op zondag reden ze los of met een trein naar de werkplaats te Maastricht voor de wekelijkse controle alvorens de normale inzet te hervatten. Af en toe werden ze ook ingezet voor goederentreinen van Rotterdam naar Duitsland.

## Overzicht
| Kleur: | Behouden | Gesloopt |

| BR nummer | BR nummer | NS nummer | Naam    | Status                                                     |
| 1955      | 1957      | NS nummer | Naam    | Status                                                     |
| --------- | --------- | --------- | ------- | ---------------------------------------------------------- |
| 27000     | E27000    | 1502      | Electra | Museumloc bij de Midland Railway - Butterley               |
| 27001     | E27001    | 1505      | Ariadne | Museumloc in het Manchester Museum of Science and Industry |
| 27002     | E27002    | 1506      | Aurora  | Gesloopt (02/1985)                                         |
| 27003     | E27003    | 1501      | Diana   | Museumloc bij de Werkgroep loc 1501                        |
| 27004     | E27004    | 1503      | Juno    | Gesloopt (10/1986)                                         |
| 27005     | E27005    | -         | Minerva | Plukloc, gesloopt (11/1969)                                |
| 27006     | E27006    | 1504      | Pandora | Gesloopt (02/1985)                                         |